# UEFA Liga nacija 2018./19. – Liga B
UEFA Liga nacija 2018./2019. – Liga B je 2. jakosna liga UEFA-ine Lige nacija sezone 2018./2019. međunarodnog nogometnog natjecanja europskih nacionalnih seniorskih reprezentacija članica UEFA-e. Natjecanje po skupinama lige B održano je od 6. rujna do 20. studenog 2018.

## Format natjecanja
Liga B sastojala se od 12 članica UEFA-e rangiranih od 13. do 24. mjesta, podijeljenih u četiri skupine po tri reprezentacije. Pobjednici svake skupine dobili su promociju u višu ligu te su sljedeće sezone igrali u ligi A, a trećeplasirane reprezentacije su trebale ispasti iz lige B i sljedeću sezonu igrati u ligi C, ali su ostale u ligi B zbog promjene formata.
Osim toga, ligi B je dodijeljeno jedno od četiri preostala mjesta za Europsko prvenstvo 2020. Četiri reprezentacije iz lige B koje se nisu kvalificirale na Europsko prvenstvo igrale su u listopadu i studenom 2020. doigravanja. Mjesto u doigravanju prvo je dodijeljeno pobjednicima skupina, a ako je pobjednik skupine osigurao sudjelovanje na prvenstvu redovnim kvalifikacijama, tada je mjesto dobila sljedeća najbolje rangirana reprezentacija lige. Ako manje od četiri reprezentacije u ligi B nisu osigurale sudjelovanje na prvenstvu onda su se ta slobodna mjesta dodijelila reprezentacijama najboljim u ukupnom poretku. Doigravanja su se sastojala od dva polufinala (najbolje rangirana reprezentacija protiv 4. te 2. protiv 3. najbolje rangirane reprezentacije, a domaćin je bila bolje rangirana reprezentacija) i jednog finala u kojemu su sudjelovali pobjednici polufinalnih utakmica. Pobjednik doigravanja osigurao je plasman na Europskom prvenstvu 2020.

### Ždrijeb
Reprezentacije su svrstane u ligu B prema UEFA-inom koeficijentu za nacionalne reprezentacije nakon završetka grupne faze Kvalifikacija za Svjetsko prvenstvo u Rusiji 11. listopada 2017. te su podijeljene u tri jakosne skupine s po četiri reprezentacija također složenih prema UEFA-inom koeficijentu za nacionalne reprezentacije. Raspored reprezentacija po jakosnim skupinama objavljen je 7. prosinca 2017.
| Reprezentacija | Koef.  | Por. |
| -------------- | ------ | ---- |
| Austrija       | 29,418 | 13   |
| Wales          | 29,269 | 14   |
| Rusija         | 29,258 | 15   |
| Slovačka       | 28,555 | 16   |

| Reprezentacija | Koef.  | Por. |
| -------------- | ------ | ---- |
| Švedska        | 28,487 | 17   |
| Ukrajina       | 28,286 | 18   |
| Irska          | 28,249 | 19   |
| BiH            | 28,200 | 20   |

| Reprezentacija | Koef.  | Por. |
| -------------- | ------ | ---- |
| Sjeverna Irska | 27,127 | 21   |
| Danska         | 27,052 | 22   |
| Češka          | 27,028 | 23   |
| Turska         | 26,538 | 24   |

Ždrijeb skupina održan je 24. siječnja 2018. u Lausanni, Švicarska. Zbog političkih razloga, Rusija i Ukrajina nisu mogli biti izvučeni u istoj skupini.

## Natjecanje po skupinama
|  | Promocija u Ligu A |

Raspored utakmica potvrdila je UEFA 24. siječnja 2018. nakon održanog ždrijeba.
Vremena odigravanja utakmica prikazani su na srednjoeuropskom vremenu za utakmice igrane u studenom 2018. te na srednjoeuropskom ljetnom vremenu za sve ostale utakmice.

### Skupina 1
| Poz. | Reprezentacija | Uta. | P | N | I | GZ | GP | GR | Bod. |     |     |     |  |
| 1.   | Ukrajina       | 4    | 3 | 0 | 1 | 5  | 5  | 0  | 9    | —   | 1:0 | 1:0 |  |
| 2.   | Češka          | 4    | 2 | 0 | 2 | 4  | 4  | 0  | 6    | 1:2 | —   | 1:0 |  |
| 3.   | Slovačka       | 4    | 1 | 0 | 4 | 5  | 5  | 0  | 3    | 4:1 | 1:2 | —   |  |

| 6. rujna 2018. 21:00 |           |                                  | |
| Češka                | 1:2       | Ukrajina                         | Městský fotbalový stadion Miroslava Valenty, Uherské Hradiště Broj gledatelja: 7974 Sudac: Anthony Taylor |
| Schick 4'            | Izvještaj | Konopljanka 45+1' Zinčenko 90+3' | Městský fotbalový stadion Miroslava Valenty, Uherské Hradiště Broj gledatelja: 7974 Sudac: Anthony Taylor |

| 9. rujna 2018. 15:00 |           |          |                                                                      |
| Ukrajina             | 1:0       | Slovačka | Arena Lavov, Lavov Broj gledatelja: 0 Sudac: Anastasios Sidiropoulos |
| Jarmolenko 80' (pen) | Izvještaj |          | Arena Lavov, Lavov Broj gledatelja: 0 Sudac: Anastasios Sidiropoulos |

| 13. listopada 2018. 15:00 |           |                         |                                                                                  |
| Slovačka                  | 1:2       | Češka                   | Štadión Antona Malatinského, Trnava Broj gledatelja: 17.251 Sudac: Slavko Vinčić |
| Hamšík 62'                | Izvještaj | Krmenčík 52' Schick 76' | Štadión Antona Malatinského, Trnava Broj gledatelja: 17.251 Sudac: Slavko Vinčić |

| 16. listopada 2018. 20:45 |           |       |                                                                           |
| Ukrajina                  | 1:0       | Češka | Stadion Metalist, Harkov Broj gledatelja: 38.100 Sudac: Gediminas Mažeika |
| Malinovski 43'            | Izvještaj |       | Stadion Metalist, Harkov Broj gledatelja: 38.100 Sudac: Gediminas Mažeika |

| 16. studenog 2018. 20:45               |           |                 |                                                                                   |
| Slovačka                               | 4:1       | Ukrajina        | Štadión Antona Malatinského, Trnava Broj gledatelja: 9764 Sudac: Nikola Dabanović |
| Rusnák 6' Kucka 26' Zreľák 52' Mak 61' | Izvještaj | Konopljanka 47' | Štadión Antona Malatinského, Trnava Broj gledatelja: 9764 Sudac: Nikola Dabanović |

| 19. studenog 2018. 20:45 |           |          |                                                                     |
| Češka                    | 1:0       | Slovačka | Eden Arena, Prag Broj gledatelja: 16.623 Sudac: Alejandro Hernández |
| Schick 32'               | Izvještaj |          | Eden Arena, Prag Broj gledatelja: 16.623 Sudac: Alejandro Hernández |

### Skupina 2
| Poz. | Reprezentacija | Uta. | P | N | I | GZ | GP | GR | Bod. |     |     |     |  |
| 1.   | Švedska        | 4    | 2 | 1 | 1 | 5  | 3  | +2 | 7    | —   | 2:0 | 2:3 |  |
| 2.   | Rusija         | 4    | 2 | 1 | 1 | 4  | 3  | +1 | 7    | 0:0 | —   | 2:0 |  |
| 3.   | Turska         | 4    | 1 | 0 | 3 | 4  | 7  | −3 | 3    | 0:1 | 1:2 | —   |  |

| 7. rujna 2018. 20:45 |           |                        |                                                                               |
| Turska               | 1:2       | Rusija                 | Şenol Güneş Stadium, Trabzon Broj gledatelja: 29.702 Sudac: Artur Soares Dias |
| Aziz 41'             | Izvještaj | Čerišev 13' Dzjuba 49' | Şenol Güneş Stadium, Trabzon Broj gledatelja: 29.702 Sudac: Artur Soares Dias |

| 10. rujna 2018. 20:45         |           |                                  |                                                                       |
| Švedska                       | 2:3       | Turska                           | Friends Arena, Solna Broj gledatelja: 21.832 Sudac: Jesús Gil Manzano |
| Kiese Thelin 35' Claesson 49' | Izvještaj | Çalhanoğlu 51' Akbaba 88', 90+2' | Friends Arena, Solna Broj gledatelja: 21.832 Sudac: Jesús Gil Manzano |

| 11. listopada 2018. 20:45 |           |         |                                                                              |
| Rusija                    | 0:0       | Švedska | Stadion Kalinjingrad, Kalinjingrad Broj gledatelja: 31.698 Sudac: Luca Banti |
|                           | Izvještaj |         | Stadion Kalinjingrad, Kalinjingrad Broj gledatelja: 31.698 Sudac: Luca Banti |

| 14. listopada 2018. 18:00  |           |        |                                                                               |
| Rusija                     | 2:0       | Turska | Olimpijski stadion Fišt, Soči Broj gledatelja: 38.288 Sudac: Paweł Raczkowski |
| Neustädter 20' Čerišev 78' | Izvještaj |        | Olimpijski stadion Fišt, Soči Broj gledatelja: 38.288 Sudac: Paweł Raczkowski |

| 17. studenog 2018. 18:00 |           |                     |                                                                               |
| Turska                   | 0:1       | Švedska             | New Eskişehir Stadium, Eskişehir Broj gledatelja: 37.425 Sudac: István Kovács |
|                          | Izvještaj | Granqvist 71' (pen) | New Eskişehir Stadium, Eskişehir Broj gledatelja: 37.425 Sudac: István Kovács |

| 20. studenog 2018. 20:45 |           |        |                                                                    |
| Švedska                  | 2:0       | Rusija | Friends Arena, Solna Broj gledatelja: 20.223 Sudac: Benoît Bastien |
| Lindelöf 41' Berg 72'    | Izvještaj |        | Friends Arena, Solna Broj gledatelja: 20.223 Sudac: Benoît Bastien |

### Skupina 3
| Poz. | Reprezentacija | Uta. | P | N | I | GZ | GP | GR | Bod. |     |     |     |  |
| 1.   | BiH            | 4    | 3 | 1 | 0 | 5  | 1  | +4 | 10   | —   | 1:0 | 2:0 |  |
| 2.   | Austrija       | 4    | 2 | 1 | 1 | 3  | 2  | +1 | 7    | 0:0 | —   | 1:0 |  |
| 3.   | Sjeverna Irska | 4    | 0 | 0 | 4 | 2  | 7  | -5 | 0    | 1:2 | 1:2 | —   |  |

| 8. rujna 2018. 15:00 |           |                        |                                                                     |
| Sjeverna Irska       | 1:2       | BiH                    | Windsor Park, Belfast Broj gledatelja: 16.942 Sudac: Pavel Královec |
| Grigg 90+3'          | Izvještaj | Duljević 36' Sarić 64' | Windsor Park, Belfast Broj gledatelja: 16.942 Sudac: Pavel Královec |

| 11. rujna 2018. 20:45 |           |          |                                                                        |
| BiH                   | 1:0       | Austrija | Stadion Bilino polje, Zenica Broj gledatelja: 9100 Sudac: Ruddy Buquet |
| Džeko 78'             | Izvještaj |          | Stadion Bilino polje, Zenica Broj gledatelja: 9100 Sudac: Ruddy Buquet |

| 12. listopada 2018. 20:45 |           |                |                                                                         |
| Austrija                  | 1:0       | Sjeverna Irska | Ernst Happel Stadion, Beč Broj gledatelja: 22.300 Sudac: Georgi Kabakov |
| Arnautović 71'            | Izvještaj |                | Ernst Happel Stadion, Beč Broj gledatelja: 22.300 Sudac: Georgi Kabakov |

| 15. listopada 2018. 20:45 |           |                |                                                                              |
| BiH                       | 2:0       | Sjeverna Irska | Stadion Grbavica, Sarajevo Broj gledatelja: 11.050 Sudac: Mattias Gestranius |
| Džeko 27', 73'            | Izvještaj |                | Stadion Grbavica, Sarajevo Broj gledatelja: 11.050 Sudac: Mattias Gestranius |

| 15. studenog 2018. 20:45 |           |     |                                                                        |
| Austrija                 | 0:0       | BiH | Ernst Happel Stadion, Beč Broj gledatelja: 37.200 Sudac: Andrew Dallas |
|                          | Izvještaj |     | Ernst Happel Stadion, Beč Broj gledatelja: 37.200 Sudac: Andrew Dallas |

| 18. studenog 2018. 18:00 |           |                           |                                                                      |
| Sjeverna Irska           | 1:2       | Austrija                  | Windsor Park, Belfast Broj gledatelja: 17.895 Sudac: Jonathan Lardot |
| C. Evans 57'             | Izvještaj | Schlager 49' Lazaro 90+3' | Windsor Park, Belfast Broj gledatelja: 17.895 Sudac: Jonathan Lardot |

### Skupina 4
| Poz. | Reprezentacija | Uta. | P | N | I | GZ | GP | GR | Bod. |     |     |     |  |
| 1.   | Danska         | 4    | 2 | 2 | 0 | 4  | 1  | +3 | 8    | —   | 2:0 | 0:0 |  |
| 2.   | Wales          | 4    | 2 | 0 | 2 | 6  | 5  | +1 | 6    | 1:2 | —   | 4:1 |  |
| 3.   | Irska          | 4    | 0 | 2 | 2 | 1  | 5  | −4 | 2    | 0:0 | 0:1 | —   |  |

| 6. rujna 2018. 20:45                        |           |              |                                                                             |
| Wales                                       | 4:1       | Irska        | Cardiff City Stadium, Cardiff Broj gledatelja: 25.657 Sudac: Clément Turpin |
| Lawrence 6' Bale 18' Ramsey 37' Roberts 55' | Izvještaj | Williams 66' | Cardiff City Stadium, Cardiff Broj gledatelja: 25.657 Sudac: Clément Turpin |

| 9. rujna 2018. 18:00   |           |       |                                                                        |
| Danska                 | 2:0       | Wales | Aarhus Idrætspark, Aarhus Broj gledatelja: 17.506 Sudac: Deniz Aytekin |
| Eriksen 32', 63' (pen) | Izvještaj |       | Aarhus Idrætspark, Aarhus Broj gledatelja: 17.506 Sudac: Deniz Aytekin |

| 13. listopada 2018. 20:45 |           |        |                                                                               |
| Irska                     | 0:0       | Danska | Aviva Stadium, Dublin Broj gledatelja: 41.220 Sudac: Xavier Estrada Fernández |
|                           | Izvještaj |        | Aviva Stadium, Dublin Broj gledatelja: 41.220 Sudac: Xavier Estrada Fernández |

| 16. listopada 2018. 20:45 |           |            |                                                                    |
| Irska                     | 0:1       | Wales      | Aviva Stadium, Dublin Broj gledatelja: 38.321 Sudac: Björn Kuipers |
|                           | Izvještaj | Wilson 58' | Aviva Stadium, Dublin Broj gledatelja: 38.321 Sudac: Björn Kuipers |

| 16. studenog 2018. 20:45 |           |                                  |                                                                            |
| Wales                    | 1:2       | Danska                           | Cardiff City Stadium, Cardiff Broj gledatelja: 32.354 Sudac: Ivan Kružliak |
| Bale 89'                 | Izvještaj | N. Jørgensen 42' Braithwaite 88' | Cardiff City Stadium, Cardiff Broj gledatelja: 32.354 Sudac: Ivan Kružliak |

| 19. studenog 2018. 20:45 |           |       |                                                                         |
| Danska                   | 0:0       | Irska | Aarhus Idrætspark, Aarhus Broj gledatelja: 11.130 Sudac: Aliyar Aghayev |
|                          | Izvještaj |       | Aarhus Idrætspark, Aarhus Broj gledatelja: 11.130 Sudac: Aliyar Aghayev |

## Strijelci
Ukupno je postignuto 48 golova u 24 utakmice, što je prosjek od 2 gola po utakmici (2,0).
3 gola
- Edin Džeko
- Patrik Schick

2 gola
- Christian Eriksen
- Denis Čerišev
- Emre Akbaba
- Yevhen Konoplyanka
- Gareth Bale

1 gol
- Marko Arnautović
- Valentino Lazaro
- Xaver Schlager
- Haris Duljević
- Elvis Sarić
- Michael Krmenčík
- Martin Braithwaite
- Nicolai Jørgensen
- Shaun Williams
- Corry Evans
- Will Grigg
- Artem Dzyuba
- Roman Neustädter
- Marek Hamšík
- Juraj Kucka
- Róbert Mak
- Albert Rusnák
- Adam Zreľák
- Marcus Berg
- Viktor Claesson
- Andreas Granqvist
- Isaac Kiese Thelin
- Victor Lindelöf
- Serdar Aziz
- Hakan Çalhanoğlu
- Ruslan Malinovskyi
- Andriy Yarmolenko
- Oleksandr Zinchenko
- Tom Lawrence
- Aaron Ramsey
- Connor Roberts
- Harry Wilson

## Ukupni poredak
Reprezentacije lige B su u ukupnom poretku raspoređene od 13. do 24. mjesta prema sljedećim pravilima:
- Reprezentacije koje završe prvoplasirane u skupinama poredane su od 13. do 16. mjesta prema rezultatima natjecanja po skupinama.
- Reprezentacije koje završe drugoplasirane u skupinama poredane su od 17. do 20. mjesta prema rezultatima natjecanja po skupinama.
- Reprezentacije koje završe trećeplasirane u skupinama poredane su od 21. do 24. mjesta prema rezultatima natjecanja po skupinama.

| Por. | Sku. | Reprezentacija | Uta. | P | N | I | GZ | GP | GR | Bod. |
| ---- | ---- | -------------- | ---- | - | - | - | -- | -- | -- | ---- |
| 13.  | B3   | BiH            | 4    | 3 | 1 | 0 | 5  | 1  | +4 | 10   |
| 14.  | B1   | Ukrajina       | 4    | 3 | 0 | 1 | 5  | 5  | 0  | 9    |
| 15.  | B4   | Danska         | 4    | 2 | 2 | 0 | 4  | 1  | +3 | 8    |
| 16.  | B2   | Švedska        | 4    | 2 | 1 | 1 | 5  | 3  | +2 | 7    |
|      |      |                |      |   |   |   |    |    |    |      |
| 17.  | B2   | Rusija         | 4    | 2 | 1 | 1 | 4  | 3  | +1 | 7    |
| 18.  | B1   | Austrija       | 4    | 2 | 1 | 1 | 3  | 2  | +1 | 7    |
| 19.  | B4   | Wales          | 4    | 2 | 0 | 2 | 6  | 5  | +1 | 6    |
| 20.  | B1   | Češka          | 4    | 2 | 0 | 2 | 4  | 4  | 0  | 6    |
|      |      |                |      |   |   |   |    |    |    |      |
| 21.  | B1   | Slovačka       | 4    | 1 | 0 | 3 | 5  | 5  | 0  | 3    |
| 22.  | B2   | Turska         | 4    | 1 | 0 | 3 | 4  | 7  | −3 | 3    |
| 23.  | B4   | Irska          | 4    | 0 | 2 | 2 | 1  | 5  | −4 | 2    |
| 24.  | B3   | Sjeverna Irska | 4    | 0 | 0 | 4 | 2  | 7  | −5 | 0    |

## Nagradni fond
Nagradni fond koji je dodijeljen reprezentacijama objavljen je u ožujku 2018. Svaka reprezentacija lige B dobila je naknadu solidarnosti od milijun eura. Uz to, četiri pobjednika skupina dobili su još i milijun eura bonusa što znači da maksimalni iznos koji je najbolja reprezentacija lige B dobila je 2 milijuna eura.

## Kvalifikacijska doigravanja
Četiri najbolje reprezentacije lige B prema ukupnom poretku koje se nisu kvalificirale na Europsko prvenstvo 2020. kroz redovne kvalifikacije igrale su doigravanja u kojim je pobjednik osigurao plasman na Europskom prvenstvu 2020. Ako manje od četiri reprezentacije u ligi B nisu osigurale sudjelovanje na prvenstvu, slobodna mjesta bi se dodijelila reprezentacijama iz niže lige prema ukupnom poretku.
| Poredak | Reprezentacija      |
| ------- | ------------------- |
| 13PS    | Bosna i Hercegovina |
| 14PS    | Ukrajina            |
| 15PS    | DanskaD             |
| 16PS    | Švedska             |
| 17      | RusijaD             |
| 18      | Austrija            |
| 19      | Wales               |
| 20      | Češka               |
| 21      | Slovačka            |
| 22      | Turska              |
| 23      | IrskaD              |
| 24      | Sjeverna Irska      |

Legenda
- PS Pobjednik skupine Lige nacija
- D Domaćin Europskog prvenstva 2020. u trenutku ždrijeba
- Doigravanje za Europsko prvenstvo
- Kvalifikacija na Europsko prvenstvo kroz redovne kvalifikacije

### Napomene
1. ↑  Utakmica između Ukrajine i Slovačke će se igrati bez gledatelja uslijed UEFA-ine kazne Ukrajini zbog rasističkog ponašanja na kvalifikacijskoj utakmici za Europsko prvenstvo 2016. protiv Španjolske.[17]

## Vanjske poveznice
- Službena stranica

| UEFA Liga nacija | UEFA Liga nacija                                                                                    |
| ---------------- | --------------------------------------------------------------------------------------------------- |
|                  | |
| Sezone           | 2018./19. (Lige: A • B • C • D) • 2020./21. (Lige: A • B • C • D) • 2022./23. (Lige: A • B • C • D) |
|                  | |
| Hrvatska • UEFA  | |

| UEFA Liga nacija | UEFA Liga nacija                                                                                    |
| ---------------- | --------------------------------------------------------------------------------------------------- |
|                  | |
| Sezone           | 2018./19. (Lige: A • B • C • D) • 2020./21. (Lige: A • B • C • D) • 2022./23. (Lige: A • B • C • D) |
|                  | |
| Hrvatska • UEFA  | |